# Terranova di Pollino
Terranova di Pollino är en ort och kommun i provinsen Potenza i regionen Basilicata i Italien. Kommunen hade 1 141 invånare (2017).